# Bythinus macropalpus
Bythinus macropalpus är en skalbaggsart som beskrevs av Aubé 1833. Bythinus macropalpus ingår i släktet Bythinus, och familjen kortvingar. Arten är reproducerande i Sverige.